# Царский альбомъ
«Царский альбомъ» — шестой по счету альбом рэп-рок-группы Кирпичи. Альбом был выпущен на лейбле Gala Records в 2005 году.
Жанр нового альбома Вася Васин определил как: «читаются ненапряжные тексты под живую несемплированную музыку, много песен про любовь и прочую чушь».
Альбом был записан на студии «ДДТ» Юрием Смирновым, сведён Юрием Смирновым при участии Васи Васина.
Дизайн альбома и фото для альбома: Алексей Медведев 4zy, Вася Васин. Дизайн альбома: Вася Васин и Алексей Фозиевич Медведев.

## Список композиций
1. Фигачу — 4 мин 14 с
2. Я люблю её — 3 мин 25 с
3. С тобой я забываю, как думать головой — 3 мин 26 с
4. Ништяк — 4 мин 42 с
5. Царь — 4 мин 27 с
6. Что-то постоянно плывёт по Неве — 3 мин 07 с
7. Жир. Какая движуха — 4 мин 09 с
8. Как это было давно, о Боже — 3 мин 28 с
9. Я понял всё. Спасибо. Пока… — 4 мин 10 с
10. Зачем напрягаться, давайте расслабляться — 4 мин 53 с
11. Как быстро летит время — 3 мин 57 с
12. Пережить эту ночь — 3 мин 37 с
13. С Новым годом! — 3 мин 42 с
14. Всех не раскулачить — 3 мин 06 с

## Состав участников

### Кирпичи
- Вася Васин — голос, соло («С тобой я забываю, как думать головой», «Как быстро летит время»)
- Данила Смирнов — бас, клавиши
- Вадим Латышев — барабаны, перкуссия
- Иван Людевиг — гитара